# Championnats d'Europe de char à voile 1993
Navigation
1992 1994
Les 31e championnats d'Europe de char à voile 1993, organisés par le pays hôte sous l'égide de la fédération internationale du char à voile, se sont déroulés à Sankt Peter-Ording en Allemagne. Ce sont aussi les 5e championnats du monde de char à voile 1993,.

## Podium
| Épreuve  | Or               | Argent          | Bronze         |
| -------- | ---------------- | --------------- | -------------- |
| Classe 2 | Pascal Demuysere | Henri Demuysere | Didier Gervais |
| Classe 3 | Bertrand Lambert | Ivan Ameele     | Jan Leye       |
| Classe 5 | Tadeg Normand    | Dave Green      | Norbert Gillet |

| Épreuve  | Or                    | Argent        | Bronze     |
| -------- | --------------------- | ------------- | ---------- |
| Classe 5 | Caroline Saint Venant | Anne Lefebvre | Paula Leah |

## Tableau des médailles par nation
| Rang | Nation      | Or | Argent | Bronze | Total |
| ---- | ----------- | -- | ------ | ------ | ----- |
| 1    | France      | 2  | -      | -      | 2     |
| 2    | Belgique    | 1  | 2      | 1      | 4     |
| 3    | Royaume-Uni | -  | 1      | -      | 1     |
| 4    | Allemagne   | -  | -      | 1      | 1     |
| 5    | États-Unis  | -  | -      | 1      | 1     |

| Rang | Nation      | Or | Argent | Bronze | Total |
| ---- | ----------- | -- | ------ | ------ | ----- |
| 1    | France      | 1  | 1      | -      | 2     |
| 2    | Royaume-Uni | -  | -      | 1      | 1     |